# Bataille de Tall Hamis (2013-2014)
Pour les articles homonymes, voir Bataille de Tall Hamis.
Guerre civile syrienne
Batailles
La bataille de Tall Hamis se déroule du 26 décembre 2013 au 7 janvier 2014 lors de la guerre civile syrienne. Les Kurdes des YPG tentent de prendre aux rebelles la ville de Tall Hamis, à l'est du gouvernorat de Hassaké, mais ils sont repoussés.

## Prélude
En 2013, les forces kurdes du PYD, remportent plusieurs victoires contre les rebelles et les djihadistes, notamment en juillet lorsqu'ils s'emparent de la ville de Ras Al-Aïn. Les Kurdes des YPG affirment que, pendant l'année 2013, 2 923 rebelles islamistes et 376 soldats syriens loyalistes ont été tués par leurs troupes tandis que leurs pertes sont de 379 morts.

## Déroulement
Le 26 décembre 2013, les forces kurdes des Unités de protection du peuple (YPG), la branche armée du PYD, lancent une offensive sur Tal Hamis, près de la frontière irakienne. Les Kurdes disposent de plusieurs centaines de combattants - hommes et femmes - et de nombreux pick-up équipés de mitrailleuses et d'au moins cinq blindés de fabrication artisanale. Face à eux se trouvent les combattants du Front islamique, avec le groupe Ahrar al-Cham, ainsi que des troupes de l'Armée syrienne libre, du Front al-Nosra et de l'État islamique en Irak et au Levant,,. 
Venus de Yarubiyah et de Tall Tamer, les Kurdes ont d'abord l'avantage et s'emparent d'une quinzaine de villages à l'ouest et à l'est de Tall Hamis et commencent l'encerclement de la ville. Ils progressent au nord et le 2 janvier 2014, ils prennent le village de Tell Brak et peuvent ainsi commencer l'attaque de Tall Hamis.
Les Kurdes effectuent leurs premières incursions dans la ville le 28 décembre à l'ouest et bombardent les positions des rebelles. Cependant le 3 et 4 janvier, les rebelles résistent à l'offensive des YPG lors de combats acharnés. Le 5, ils effectuent une contre-attaque et parviennent à repousser les Kurdes hors de la ville. Ils poursuivent ensuite leur lancée et attaquent Tell Brak.
Les YPG, aidés de combattants du Conseil militaire syriaque, tentent de tenir Tell Brak, mais les forces du Front islamique finissent par recevoir des renforts, les YPG abandonnent le village le 7 janvier. L'offensive kurde s'est soldée par un échec,.

## Pertes
Selon Cédric Labrousse, les pertes sont d'environ 150 morts pour les YPG qui laissent également deux de leurs blindés, l'un détruit, l'autre capturé. Au moins 80 rebelles du Front islamique et de l'ASL sont tués lors du combat ainsi qu'au moins 20 djihadistes de l'EIIL. Selon l'OSDH, au moins 39 combattants kurdes et 21 rebelles islamistes ont été tués.
Les Kurdes des YPG laissent également 35 prisonniers qui seront par la suite décapités par les djihadistes de l'EIIL qui prendront le contrôle de ville après être entré en conflit avec les groupes rebelles syriens.

## Suites
Le 22 février 2014, les Kurdes lancent une nouvelle attaque et reprennent Tell Brak après cinq heures de combats. Les YPG affirment que les pertes sont de trois morts dans leurs rangs et de 50 du côté des « mercenaires armés », dont 16 corps récupérés, et déclarent également avoir fait 42 prisonniers. L'OSDH affirme de son côté qu'au moins 25 rebelles islamistes ont été tués,. Tell Brak repassera encore sous le contrôle de l'État islamique, avant d'être à nouveau reprise par les YPG le 28 février 2015.